# لاگارترا
لاگارترا (به اسپانیایی: Lagartera) یک شهرستان در اسپانیا است که در استان تولدو واقع شده‌است.

## خصوصیات
لاگارترا ۸۱ کیلومترمربع مساحت و ۱٬۵۵۶ نفر جمعیت دارد و ۸۹ متر بالاتر از سطح دریا واقع شده‌است.